# Konstantinos Kanaris
Konstantinos Kanaris (řecky Κωνσταντίνος Κανάρης; 1793 Psara – 14. září 1877 Athény) byl řecký námořní důstojník a politik, který se proslavil v bojích proti Turkům během řecké války za nezávislost (1821–1832). Byl kapitánem malé obchodní lodi, kterou dal do služeb řeckého námořnictva. Od roku 1826 byl poslancem řeckého Národního hromadného shromáždění a v letech 1843–1844 a roku 1854 ministrem námořnictví. V letech 1848–1849 a 1862–1863 byl v čele tzv. regentské rady. V období 1864–65 (s přestávkami) a roku 1877 zastával funkci premiéra.

## Život

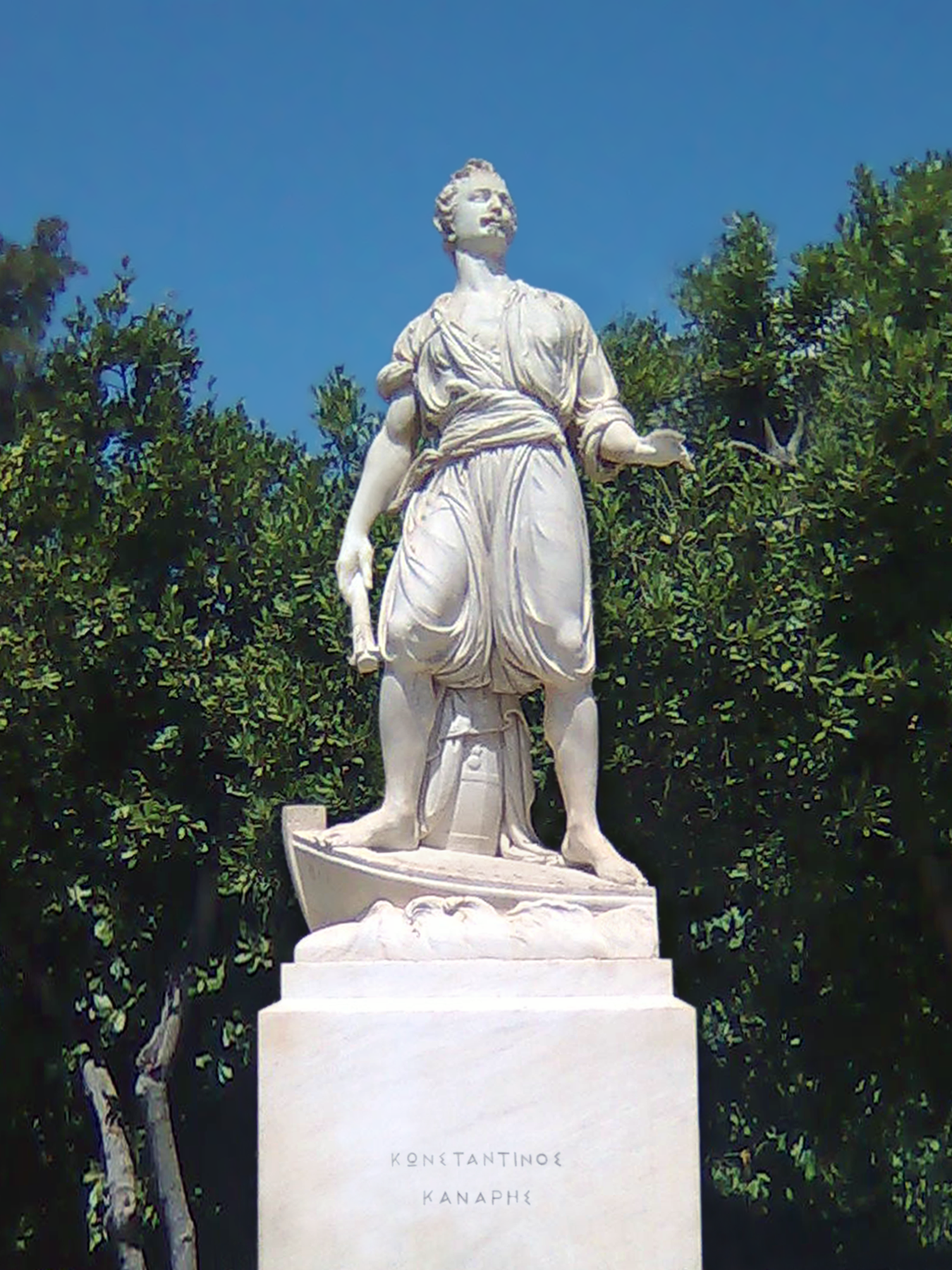
Socha Kanaris v Aténách

### Válečník
Během války za nezávislost Kanaris dosáhl věhlasu svou taktikou zapalování nepřátelských lodí paličskými loděmi. 18. června 1822 u ostrova Chios takto vyhodil do povětří vlajkovou loď tureckého admirála a donutil turecké loďstvo k ústupu. V listopadu 1822 zničil další velkou tureckou loď u ostrova Tenedos. Sice neobhájil svůj rodný ostrov Psara, který Turci dobyli v červnu 1824, ale vzápětí zapálil nebo potopil několik tureckých lodí u ostrovů Samos a Lesbos. Jeho smělý pokus vypálit egyptskou flotilu Muhammada Aliho v Alexandrii v srpnu 1825 však v poslední chvíli selhal proto, že foukal protivítr.

### Politik
Kanaris i po válce hrál důležitou roli v řecké politice. Ač byl nejprve prvním ministrem krále Otty, později se s ním rozešel a po válce přešel k opozici. Byl pak členem prozatímní vlády, která Ottu sesadila v roce 1861, a ještě dvakrát vykonával funkci premiéra.

## Vyznamenání

### Řecké vyznamenání
- Řád Spasitele (Řecké království): Velkokříž, 1864

### Zahraniční vyznamenání
- Řád Guelfů (Hannoverské království): Velkokříž
- Řád Dannebrog (Dánské království): Velkokříž